# Мейдер, Вячеслав Александрович
Вячеслав Александрович Мейдер (род. 24 апреля 1936 года, село Красноармейск) ― советский российский учёный-философ, доктор философских наук, профессор. Известен своими исследованиями в области естествознания, математики, онтологии и теории познания.

## Биография
Родился 24 апреля 1936 года в селе Красноармейск, Красноармейский район, Сталинградская область.
Окончив среднюю школу в 1954 году, поступил на физико-математический факультет Усть-Каменогорского педагогического института. Институт окончил в 1960 году.
В 1966 году начал преподавать на кафедре философии Волгоградского инженерно-строительного института.
В 1973 году окончил аспирантуру по философии МВТУ имени Баумана. В 1975 году защитил кандидатскую диссертацию на соискание учёной степени кандидата философских наук, тема диссертации: «Философские вопросы естествознания». В 1990 году защитил докторскую диссертацию по теме «Природа математического познания и его социально-культурная обусловленность».
В 1991 году стал преподавать на кафедре философии Волгоградского сельскохозяйственного института. С 1995 года преподает профессором на кафедры философии и психологии Волжского гуманитарного института (филиал Волгоградского государственного университета).
Вячеслав Мейдер написал более 94 публикаций, из них около 20 учебных пособий и монографий. Является членом Российского философского общества, Российского гуманистического общества. Мейдер является видным представитем научной школы «Онтология и теория познания».